# Franz Preitler

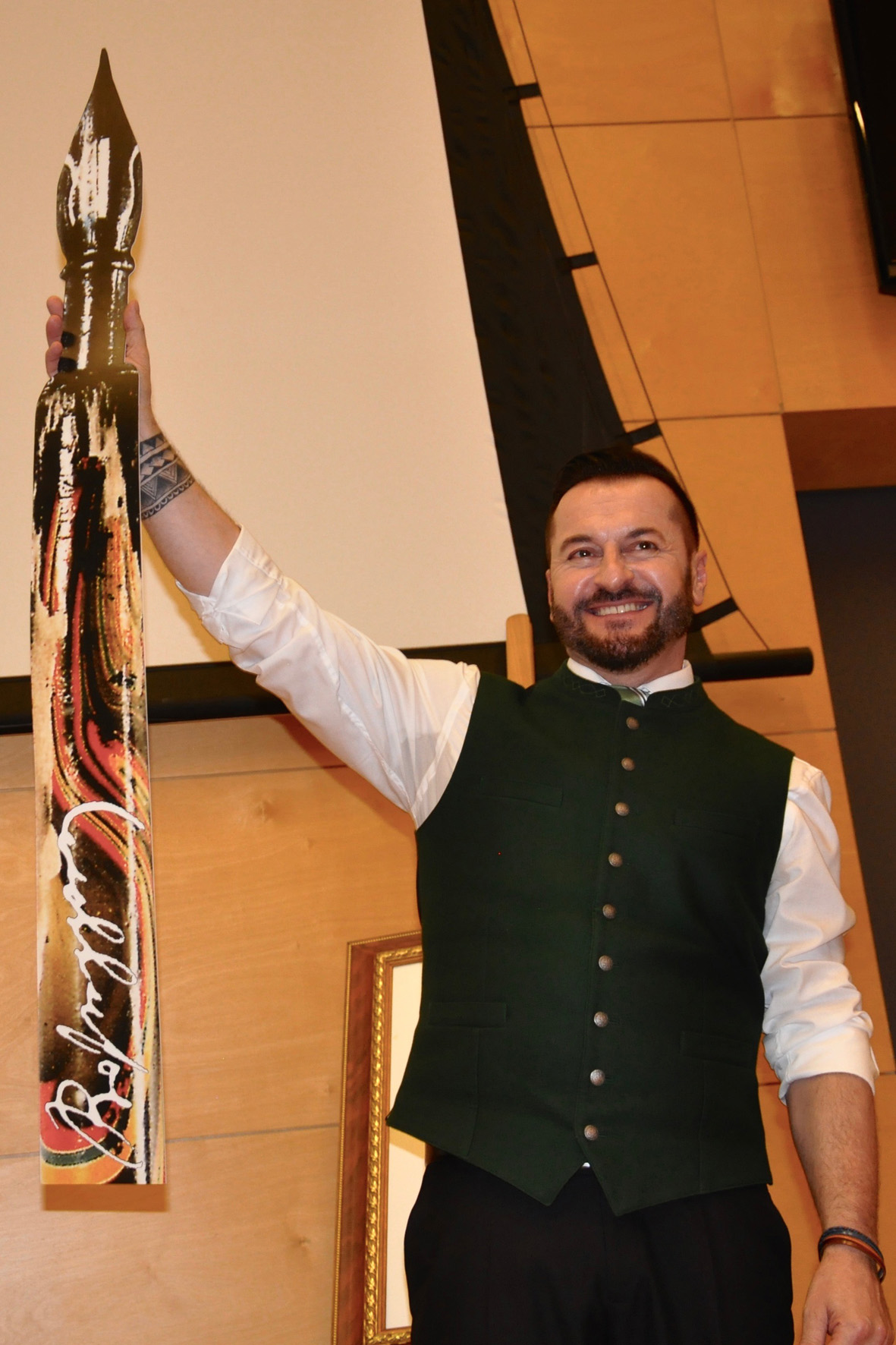
Franz Preitler (2019)

Franz A. Preitler (* 18. April 1963 in Mürzzuschlag) ist ein österreichischer Autor und Schriftsteller.

## Leben
Preitler lebt in Langenwang und Graz und schreibt über seine Heimat, die Steiermark. Neben der Veröffentlichung von Büchern seit 2005 wirkt er als Autor und Herausgeber an Anthologien mit. Er schreibt sowohl steirische Mundarttexte als auch Gedichte in moderner Art und hält Lesungen. Außerdem veröffentlicht er Geschichten und Gedichte im Internet. Seit Jahrzehnten beschäftigt sich der Autor mit dem steirischen Heimatdichter Peter Rosegger und hält Lesungen dazu.
Im Jahr 2018 publizierte er zwei Bücher und ist Verfasser einer zweiwöchentlichen Zeitungskolumne zu Rosegger und der Steiermark. Er organisiert Literatur- und Kulturveranstaltungen und ist Erzähler von Sagen und Legenden seiner Heimat.
Preitler ist Mitglied der IG Autorinnen Autoren Österreich und gehörte bis 2018 der Interessengemeinschaft deutschsprachiger Autoren an.

## Werke
- Siehst du den Nebelmond. SoralPro Verlag, Graz 2005, ISBN 3-902503-21-1.
- Flüchtige Schatten im Winter. SoralPro Verlag, Graz 2005, ISBN 3-902503-22-X.
- Ein Sternenzähler. Richmond Verlag, Sulzbach-Rosenberg 2006, ISBN 3-9807109-7-1.
- In der Blauen Finsternis: Eddi im Zauberland. Richmond Verlag, Sulzbach-Rosenberg 2006, ISBN 3-9811260-1-7.
- Der Weg der Jahreszeiten – Betrachtungen. Richmond Verlag, Sulzbach-Rosenberg 2007, ISBN 978-3-940305-45-9.
- als Hrsg.: Wenn du gehst… Anthologie. WDS-Verlag, Neuendorf 2008, ISBN 978-3-940360-23-6.
- zus. mit Thorsten Buhl: Toni Schruf – die Biographie. Leykam, Graz 2009, ISBN 978-3-85489-162-8.
- Worte, wörtlich, sprichwörtlich – Betrachtungen. Tredition, Hamburg 2011, ISBN 978-3-8424-2277-3.
- Meine Lust ist Leben: Die Peter Rosegger Anthologie. Staackmann, München 2011, ISBN 978-3-88675-070-2.
- Entlang der Mürz. ein Archivbildband über die Gegend der Mürz. Sutton, Erfurt 2013, ISBN 978-3-95400-198-9.
- Ort der Stille. Roman. Tredition, Hamburg 2013, ISBN 978-3-8495-5175-9.
- Was das Mürztal erzählt. Geschichten-, Sagen- und Legendenbuch aus dem Mürztal. Sutton, Erfurt 2014, ISBN 978-3-95400-353-2.
- Die schwarze Baronin. Tamara von Hervay, Tochter von Samuel Bellachini, Roman. Leykam, Graz 2015, ISBN 978-3-7011-7958-9.
- Was die Mur erzählt. Geschichten-, Sagen- und Legendenbuch entlang der Mur. Sutton, Erfurt 2016, ISBN 978-3-95400-727-1.
- Was der Semmering erzählt. Geschichten-, Sagen- und Legendenbuch entlang des Semmering. Sutton, Erfurt 2017, ISBN 978-3-95400-827-8.
- Was die Waldheimat erzählt. Geschichten-, Sagen- und Legendenbuch rund um Peter Rosegger. Sutton, Erfurt 2018, ISBN 978-3-95400-920-6.
- Rosegger für Eilige. Leben und Werk im Überblick rund um Peter Rosegger. Leykam, Graz 2018, ISBN 978-3-7011-8096-7.
- Sagenhaftes Mariazellerland. Neues und Historisches rund um das Mariazellerland und Mariazell. Leykam, Graz 2019, ISBN 978-3-7011-8132-2.
- Die schönen Mordschwestern. Mürztal - Morde; ein historischer Roman um einen steirischen Kriminalfall. GMEINER-Verlag, Messkirch 2020, ISBN 978-3-8392-2556-1
- Mord in der Waldheimat. Historischer Krimi aus der Steiermark. GMEINER-Verlag, Messkirch 2022, ISBN 978-3-8392-0177-0.
- Keine Schonzeit für Mörder. Historischer Krimi aus der Steiermark. Gmeiner-Verlag, Messkirch 2024, ISBN 978-3-8392-0705-5.

## Auszeichnungen
- 2015: Rudolf-Descher-Feder der Interessengemeinschaft deutschsprachiger Autoren